# 10196 Akiraarai
10196 Akiraarai eller 1996 TJ15 är en asteroid i huvudbältet som upptäcktes den 9 oktober 1996 av de båda japanska astronomerna Seiji Ueda och Hiroshi Kaneda i Kushiro. Den är uppkallad efter den japanske astronomen Akira Arai.
Den tillhör asteroidgruppen Themis.